# Hélène Kuhn
Pour les articles homonymes, voir Kuhn.
Hélène Kuhn, née le 17 août 1988 aux États-Unis, est une actrice franco-américaine.

## Biographie
Née aux États-Unis, Hélène Kuhn a grandi à Paris. Elle a étudié au conservatoire de la Salle Pleyel et au Cours Simon. En 2008 elle intègre et obtient son diplôme du New York Conservatory for Dramatic Arts à New York.
La série Jézabel a été sélectionnée au Festival de la fiction TV de La Rochelle 2014. Elle y reçoit le Prix du Meilleur espoir féminin pour l'interprétation de Jézabel. Elle interprète une musicienne muette, s'exprime ainsi en langue des signes.
En 2015, elle fait partie des Talents Cannes Adami dans le court-métrage Service de Nettoyage réalisé par Clément Michel.

## Filmographie

### Cinéma

#### Longs métrages
- 2009 : Thank you New York de Constance Fichet : Rose
- 2011 : Other histories de Daniel Oh : Christine
- 2013 : Couchmovie d'Isabel Braak : Cisem
- 2014 : Le Crocodile du Botswanga de Fabrice Éboué et Lionel Steketee : Léa
- 2014 : Copenhagen de Mark Raso : Heather
- 2014 : Des Portoricains à Paris (Puerto Ricans in Paris) de Ian Edelman
- 2016 : Jackie de Pablo Larraín : Pam Turnure

#### Courts métrages
- 2009 : Change d'Abhijatha Umesh
- 2011 : Écho de Djordje Djikovic
- 2012 : Suckers de Shai Casey
- 2013 : Guerilla (pour le Festival court de Trouville) de Filip Piskorzynski
- 2013 : La Chose sûre de Cédric Klapisch
- 2013 : L'Orée de Fanny Mazoyer (ENS Louis Lumière - Suze avec Alice de Lencquesaing, Margaux Vallé, Lorraine Mordillat)
- 2014 : Étau de Rémi Chevalier
- 2015 : Service de nettoyage de Clément Michel (pour les Talents Cannes ADAMI 2015)
- 2015 : Marianne de Julien Hérisson
- 2016 : Lorraine ne sait pas chanter d'Anna Marmiesse
- 2019 : La biche de Jennifer Lumbroso

### Télévision
- 2013 : Alice Nevers, épisode 12-2 : Sofia Kovac
- 2014 : Dassault, l'homme au pardessus (téléfilm) de Olivier Guignard: Muriel
- 2014 : Rosemary's Baby (série télévisée) de Agnieszka Holland
- 2015 : Section de recherches - saison 9 épisode 1 Copycat : Aurélie Davilla
- 2017 : Commissaire Magellan (série télévisée) : Cloé

### Web-série
- 2014-2017 : Jezabel (web-série) de Julien Bittner
- 2017 : Fearless (web-série) de Sébastien Drouin

## Distinctions
- Prix jeune espoir féminin au Festival de la fiction TV de La Rochelle 2014 pour la web-série Jezabel[4]
- Meilleur(e) acteur ou actrice principal(e) au Melbourne WebFest 2017 pour la web-série Jezabel[5]
- Meilleur(e) acteur ou actrice principal(e) au Raindance WebFest 2017 pour la web-série Jezabel[6]
- Meilleure actrice au New Zealand Web Fest 2017 pour la web-série Jezabel[7]